# کنترل (مجموعه تلویزیونی)
کنترل (لهستانی: Kontrola) یک مجموعهٔ تلویزیونی درام لهستانی است که در سال ۲۰۱۸ منتشر شد.

## گزیدهٔ بازیگران
- ماگدالنا بوچارسکا
- دوروتا استالینسکا
- سزاری ژاک
- آدریانا بیدژینسکا
- کاتاژینا گنیفکوفسکا
- دوروتا سگدا
- باربارا ویپیخ